# Tomas Skogs
Tomas Skogs, född 19 februari 1984 i Mora, är en svensk professionell ishockeyspelare. Skogs har spelat i SHL med Mora IK, Timrå IK, Skellefteå AIK, Örebro HK och Färjestad BK. Från och med säsongen 2017/18 spelar Skogs åter med Mora IK.

## Karriär
Skogs föddes och växte upp i Mora där han började spela ishockey för kommunens hockeylag Mora IK. Efter spel i klubbens juniorlag debuterade han i A-laget säsongen 2001-2002 där han spelade sju matcher i Hockeyallsvenskan. Säsongen 2003-2004 var han med och förde upp Mora i Elitserien (nuvarande SHL). Han spelade en kortare tid för Halmstad Hammers och Nyköping Hockey under säsongen 2004-2005. Inför säsongen 2005-2006 var åter tillbaka till Mora som ordinarie spelare. Inför säsongen 2008-2009 värvades han till Timrå IK. Efter sin tid i Timrå IK skrev Tomas på för Skellefteå AIK inför säsongen 2011/2012. Efter sin första säsong i Skellefteå skrev han tidigt efter säsongen på ett nytt kontrakt som gällde över säsongen 2012/2013. Efter två säsonger för Skellefteå AIK som resulterade i ett SM-silver 2012 och ett SM-guld 2013 valde han att inför säsongen 2013/2014 skriva på för nyligen uppflyttade Örebro HK. Det blev två säsonger med Örebro och efter det två säsonger med Färjestad BK. Inför säsongen 2017/18 tecknade Skogs ett tvåårskontrakt med moderklubben, Mora IK, som var åter i högsta serien. Skogs gjorde tre ytterligare säsonger med Mora. Andra året degraderades laget åter till Hockeyallsvenskan, och Skogs följde med ner och spelade sin sista säsong på den lägre nivån.

## Klubbar
- Mora IK 2000–2004
- Halmstad Hammers 2004
- Nyköpings Hockey 2004–05
- Mora IK 2005–2008
- Timrå IK 2008–2011
- Skellefteå AIK 2011–2013
- Örebro HK 2013-2015
- Färjestad BK 2015-2017
- Mora IK 2017-2020